# Radiodread
A Radiodread egy   2006-os  Easy Star All-Stars album.
Az albumon a Radiohead OK Computer című lemezének számait dolgozták át   reggae, ska  és dub stílusba.

## Számok
1. "Airbag" (ft. Horace Andy) – 5:00
2. "Paranoid Android" (ft. Kirsty Rock) – 6:27
3. "Subterranean Homesick Alien" (ft. Junior Jazz) – 4:41
4. "Exit Music (For a Film)" (ft. Sugar Minott) – 4:23
5. "Let Down" (ft. Toots & the Maytals) – 4:44
6. "Karma Police" (ft. Citizen Cope) – 4:48
7. "Fitter Happier" (ft. Menny More) – 2:20
8. "Electioneering" (ft. Morgan Heritage) – 4:34
9. "Climbing Up the Walls" (ft. Tamar-kali) – 4:56
10. "No Surprises" (ft. The Meditations) – 4:02
11. "Lucky" (ft. Frankie Paul) – 5:45
12. "The Tourist" (ft. Israel Vibration) – 4:07
13. "Exit Music (For A Dub)" – 4:39
14. "An Airbag Saved My Dub" – 4:50

## Külső hivatkozások
- "When reggae met Radiohead"[halott link], The Times, 2 September 2006
- "Radiodread: Music of Human Origin", The Peer, 6 October 2006